# La Aurora (Santiago del Estero)
La Aurora es una localidad argentina ubicada en el departamento Banda de la provincia de Santiago del Estero. Se encuentra en el cruce de las rutas provinciales 21 y 176, 12 km al noroeste de Clodomira. En 2011 se pavimentó el tramo de la Ruta 176 desde La Aurora hacia la Ruta Nacional 34.
La localidad contaba con una estación de ferrocarril del Ramal C del Ferrocarril Belgrano, hasta que este cerró en 1993.

## Población
Cuenta con 736 habitantes (Indec, 2010), lo que representa un incremento del 16,6% frente a los 631 habitantes (Indec, 2001) del censo anterior.
| Gráfica de evolución demográfica de La Aurora entre 1991 y 2010 |
|                                                                 |
| Fuente: Censos nacionales del INDEC                             |